# Championnat de France de futsal de deuxième division 2016-2017
Navigation
Saison 2015-2016 Saison 2017-2018
Le Championnat de France de futsal Division 2 2016-2017 est le championnat national de second niveau du futsal français.
Le championnat est constitué de deux groupes composés de dix et neuf équipes. À la fin de la saison, le premier de chaque groupe accède à la Division 1 alors que les deux derniers sont relégués en ligues régionales.

## Format de la compétition
Le championnat de Division 2 Futsal est composé de deux groupes dont chaque premier est promu en Division 1 pour la saison suivante. Le meilleur des deux, au ratio points par match, est sacré champion de D2.
Les clubs placés à partir de la neuvième place dans les deux poules (six équipes) sont directement reléguées dans leur plus haut niveau régional respectif.
Un barrage d'accession entre les champions régionaux, auxquels s'ajoutent les deux huitième de D2 2016-2017, déterminent les promus en D2 pour la saison suivante.

## Équipes participantes
| \| Faches-Thumesnil Hérouville Nantes Laval Roubaix Pessac Kingersheim Pfastatt Clénay Plaisance Toulouse Pont-de-Claix Montpellier Beaucaire Lyon \| Localisation des clubs engagés dans le championnat. |
| Faches-Thumesnil Hérouville Nantes Laval Roubaix Pessac Kingersheim Pfastatt Clénay Plaisance Toulouse Pont-de-Claix Montpellier Beaucaire Lyon                                                           |

| \| Bagneux Paris ACASA Paris SO Champs-sur-Marne \| Localisation des clubs franciliens engagés dans le championnat. |
| Bagneux Paris ACASA Paris SO Champs-sur-Marne                                                                       |

| Club                 | Localisation                                    | Classement 2015-2016       | Groupe | Depuis |
| -------------------- | ----------------------------------------------- | -------------------------- | ------ | ------ |
| Bagneux Futsal       | Île-de-France, Hauts-de-Seine, Bagneux          | 11e D1                     | A      | 2016   |
| Nantes Bela Futsal   | Pays de la Loire, Loire-Atlantique, Nantes      | 12e D1                     | A      | 2016   |
| Paris ACASA          | Île-de-France, Paris                            | 2e, groupe A               | A      | 2014   |
| Étoile lavaloise     | Pays de la Loire, Mayenne, Laval                | 3e, groupe A               | A      | 2015   |
| Roubaix Futsal       | Hauts-de-France, Nord, Roubaix                  | 5e, groupe A               | A      | 2013   |
| Nantes C'West        | Pays de la Loire, Loire-Atlantique, Nantes      | 6e, groupe A               | A      | 2015   |
| AJM Faches-Thumesnil | Hauts-de-France, Nord, Faches-Thumesnil         | 7e, groupe A               | A      | 2013   |
| Pessac Châtaigneraie | Nouvelle-Aquitaine, Gironde, Pessac             | 8e, groupe A               | A      | 2014   |
| Hérouville Futsal    | Normandie, Calvados, Hérouville-Saint-Clair     | 1er DH Basse-Normandie     | A      | 2016   |
| Champs Futsal Club   | Île-de-France, Seine-et-Marne, Champs-sur-Marne | 1er DH Paris Île-de-France | A      | 2016   |
| Lyon Footzik Futsal  | Auvergne-Rhône-Alpes, Métropole de Lyon, Lyon   | 2e, groupe B               | B      | 2014   |
| UJS Toulouse         | Occitanie, Haute-Garonne, Toulouse              | 3e, groupe B               | B      | 2013   |
| Pfastatt Futsal      | Grand Est, Haut-Rhin, Pfastatt                  | 4e, groupe A               | B      | 2013   |
| Clénay FCVN          | Bourgogne-Franche-Comté, Côte-d'Or, Clénay      | 4e, groupe B               | B      | 2015   |
| Paris Saint-Ouen     | Île-de-France, Paris                            | 5e, groupe B               | B      | 2014   |
| Montpellier Agglo    | Occitanie, Hérault, Montpellier                 | 6e, groupe B               | B      | 2015   |
| Beaucaire Futsal     | Occitanie, Gard, Beaucaire                      | 7e, groupe B               | B      | 2013   |
| Kingersheim Futsal   | Grand Est, Haut-Rhin, Kingersheim               | 1er DH Alsace              | B      | 2016   |
| Plaisance All-Stars  | Occitanie, Haute-Garonne, Plaisance-du-Touch    | 1er DH Midi-Pyrénées       | B      | 2016   |
| Pont-de-Claix Futsal | Auvergne-Rhône-Alpes, Isère, Le Pont-de-Claix   | 1er DH Rhône-Alpes         | B      | 2016   |

## Classements

### Groupe A
| Rang | Équipe               | Pts | J  | G  | N | P  | Bp  | Bc  | Diff |
| ---- | -------------------- | --- | -- | -- | - | -- | --- | --- | ---- |
| 1    | Nantes Bela Futsal R | 41  | 18 | 13 | 2 | 3  | 92  | 48  | +44  |
| 2    | Paris ACASA          | 41  | 18 | 13 | 2 | 3  | 117 | 73  | +44  |
| 3    | Hérouville Futsal P  | 39  | 18 | 12 | 3 | 3  | 115 | 85  | +30  |
| 4    | Étoile lavaloise     | 28  | 18 | 8  | 4 | 6  | 90  | 86  | +4   |
| 5    | Champs Futsal Club P | 26  | 18 | 8  | 2 | 8  | 78  | 75  | +3   |
| 6    | Nantes C'West        | 24  | 18 | 8  | 0 | 10 | 82  | 98  | -16  |
| 7    | AJM Faches-Thumesnil | 21  | 18 | 6  | 3 | 9  | 89  | 106 | -17  |
| 8    | Bagneux Futsal R     | 19  | 18 | 6  | 1 | 11 | 75  | 97  | -22  |
| 9    | Pessac Châtaigneraie | 10  | 18 | 3  | 1 | 14 | 75  | 114 | -39  |
| 10   | Roubaix Futsal       | 10  | 18 | 3  | 2 | 13 | 62  | 93  | -31  |

Promotions et relégations
- Accession en Division 1 2017-2018
- Participation à la phase inter-régionale
- Relégation en Ligue régionale 2017-2018

Abréviations
- P : Promu de Ligue régionale 2015-2016

- R : Relégué de Division 1 2015-2016

### Groupe B
| Rang | Équipe                 | Pts | J  | G  | N | P  | Bp  | Bc | Diff |
| ---- | ---------------------- | --- | -- | -- | - | -- | --- | -- | ---- |
| 1    | UJS Toulouse           | 41  | 18 | 13 | 2 | 3  | 83  | 50 | +33  |
| 2    | Kingersheim Futsal P   | 37  | 18 | 11 | 4 | 3  | 104 | 60 | +44  |
| 3    | Lyon Footzik Futsal    | 30  | 18 | 9  | 3 | 6  | 84  | 85 | -1   |
| 4    | Plaisance All-Stars P  | 28  | 18 | 8  | 4 | 6  | 81  | 74 | +7   |
| 5    | Beaucaire Futsal       | 26  | 18 | 7  | 5 | 6  | 86  | 85 | +1   |
| 6    | Clénay FCVN            | 25  | 18 | 7  | 5 | 6  | 69  | 70 | -1   |
| 7    | Pfastatt Futsal        | 25  | 18 | 7  | 4 | 7  | 93  | 83 | +10  |
| 8    | Paris Saint-Ouen       | 18  | 18 | 5  | 3 | 10 | 59  | 76 | -17  |
| 9    | Pont-de-Claix Futsal P | 14  | 18 | 4  | 3 | 11 | 64  | 98 | -34  |
| 10   | Montpellier Agglo      | 4   | 18 | 2  | 1 | 12 | 57  | 99 | -42  |

Promotions et relégations
- Accession en Division 1 2017-2018
- Participation à la phase inter-régionale
- Relégation en Ligue régionale 2017-2018

Abréviations
- P : Promu de Ligue régionale 2015-2016

- R : Relégué de Division 1 2015-2016

## Barrages d'accession en D2
À la fin de cette saison 2016-2017, les deux huitièmes de Division 2 s'ajoutent aux 22 champions régionaux de DH futsal pour déterminer les équipes promues en D2 2017-2018. Le tirage au sort a lieu le 17 mai 2017, le 1er tour se joue le 27 mai (douze matches et autant de qualifiés) et le second le 10 juin (six matches et autant de promus en D2).
L'ACCES FC, vainqueur de la Coupe de France la semaine précédente, s’impose facilement (9-2) à domicile face à Avion. 
| Résultats                    | Résultats    | Résultats                     | Résultats        | Résultats   | Résultats             |
| ---------------------------- | ------------ | ----------------------------- | ---------------- | ----------- | --------------------- |
| Premier tour                 | Premier tour | Premier tour                  | Second tour      | Second tour | Second tour           |
| Domicile                     | Score        | Extérieur                     | Domicile         | Score       | Extérieur             |
| Avion                        | 10 - 3       | Le Havre                      | ACCES FC C       | 9 - 2       | Avion                 |
| ACCES FC (Paris IdF)         | -            |                               | ACCES FC C       | 9 - 2       | Avion                 |
| Vénissieux (Rhône-Alpes)     | -            | Paris Saint-Ouen (8e D2)      | Genlis Futsal 21 | -           | Vénissieux Minguettes |
| Toulon EF                    | -            | Genlis Futsal 21 (Bourgogne)  | Genlis Futsal 21 | -           | Vénissieux Minguettes |
| USJ Furiani                  | 4 - 3        | Clermont L'Ouverture          | USJ Furiani      | 5 - 0       | Angoulême Futsal      |
| SH Héricourt (Franche-Comté) | -            | Angoulême                     | USJ Furiani      | 5 - 0       | Angoulême Futsal      |
| Caen Guérinière              | -            |                               | Caen Guérinière  | -           | ?                     |
| USB Longwy                   | -            | AS Nîmes Futsal               | Caen Guérinière  | -           | ?                     |
| Nantes Doulon (Pays Loire)   | -            | FCO St-Jean-de-la-R. (Centre) | Stockfeld Neuhof | -           | Nantes Doulon         |
| FC Stockfeld (Alsace)        | 4 - 3        | Toulouse Métropole            | Stockfeld Neuhof | -           | Nantes Doulon         |
|                              | -            |                               | Reims Métropole  | -           | ?                     |
| Le Mans futsal               | -            | AS Bagneux Futsal (8e D2)     | Reims Métropole  | -           | ?                     |

## Bilan de la saison
| Tableau d'honneur de la saison 2016-2017 |                                                                            |                        |                                                                                             |
| Champion de France de Division 2         |                                                                            |                        |                                                                                             |
| Nantes Bela Futsal                       |                                                                            |                        |                                                                                             |
| Promotions et relégations                |                                                                            |                        |                                                                                             |
| Promus en Division 1                     | Nantes Bela Futsal UJS Toulouse Paris ACASA                                | Relégués de Division 1 | Nantes Erdre Futsal Orchies-Douai Futsal                                                    |
| Relégués en DH                           | Pessac Châtaigneraie Roubaix Futsal Pont-de-Claix Futsal Montpellier Agglo | Promus de DH           | Caen Guérinière ACCES FC USJ Furiani AS Minguettes Vénissieux Neuhof Futsal Reims Métropole |